# Danske reklamefilm
Danske reklamefilm er Det Kgl. Biblioteks (tidligere Statsbibliotekets) samling af reklamefilm, som består af danske biografreklamer fra perioden 1955-1995 samt et udvalg fra perioden 1920-1955 og reklamefilm vist på TV 2 siden 1988. Samlingen udvides løbende.
Reklamefilmarkivet er en af Det Kgl. Biblioteks mindre, men væsentlige av-samlinger til dokumentation af det 20. århundredes danske kulturhistorie. Den første danske reklamefilm blev produceret i 1903. Reklamefilmene reflekterer på en særlig måde samfundsudviklingen og danskernes livsstil årti for årti og udgør med deres påtrængende og ofte underholdende præsentationer af dagligvarer og appel til forbrugerne et unikt historisk kildemateriale for forskning og studier samt formidlingen af dansk kultur i det 20. århundrede.
Reklamefilmene er offentligt tilgængelige på Det Kgl. Bibliotek og Det Danske Filminstitut i Mediestream

## Historie/Baggrund
Projektet Danske Reklamefilm, et projekt støttet af Forskningsrådet for Kultur og
Kommunikation, skabte grundlaget for, at reklamefilmene kunne gøres tilgængelige.

### Digitalisering og registrering
Digitalisering af reklamefilmene var første skridt. De ca. 3.500 biografreklamer lå på gamle filmruller i blikdåser. En nærmere analyse af deres tilstand viste, at en overraskende stor del af filmene – specielt fra perioden 1950erne, -60erne og -70erne – var blevet stærkt misfarvede. Det betød, at der i forbindelse med digitaliseringen efterfølgende skulle foretages en restaurering.
Når kulturarvsinstitutionerne digitaliserer deres materialer, skal langtidsbevaring af filerne sikres. Der findes imidlertid intet vedtaget standardformat for bevaring af levende billeder. En række undersøgelser af best practice og anbefalinger førte til valget af bevaringsformatet MPEG-2. Fra dette format kan der efterfølgende genereres formidlingsformater efter behov.
I 2005 indgik Statsbiblioteket desuden aftale med TV 2 om digitalisering af i alt ca. 45.000 TV-reklamer, som blev vist siden TV2 startede i 1988. Dette digitaliseringsprojekt er endnu ikke afsluttet, men en del af TV 2-reklamerne er indgået i nærværende projekt.
Registreringen blev for biografreklamernes vedkommende baseret på Censurkort fra Statens Filmcensur og dannede grundlag for biografreklamernes registreringer med oplysninger om bl.a. Produktkategori, Produktnavn, Titel på reklamefilmen, Producent, Reklamebureau, Filmens varighed og Premieredato. Censurkortene blev skannet. Kobling mellem de enkelte film og tilhørende metadata blev herefter foretaget manuelt.

### Klarering af rettigheder
Klarering af rettigheder til brug af reklamefilm er kompliceret, fordi der er mange rettighedshavere til hver enkelt film, og fordi der ikke i ophavsretsloven er nogen direkte
hjemmel til kollektiv rettighedsklarering på dette område. Det betød, at der i princippet skulle indgås aftaler med samtlige rettighedshavere i hver enkelt film, hvilket ville have været en uoverkommelig opgave. Heldigvis tilbød Copydan at forhandle en samlet aftale på vegne af alle rettighedshavere om online adgang til filmene i forskningsinstitutioner samt i ungdoms- og skoleuddannelserne.

## Adgang
Alle kan se reklamefilm på Det Kgl. Bibliotek (tidligere: Statsbiblioteket og Det Kongelige Bibliotek) eller Det Danske Filminstitut. Forskere og studerende på længere videregående uddannelser kan få adgang til at se reklamefilm i Mediestream, såfremt deres uddannelsesinstitutionen har tegnet en Mediestream Academic licens.